# シャシェ川
シャシェ川（シャシェがわ、ツワナ語:Noka ya Shashe、英語：Shashe River）は、ボツワナの東端における河川である。東の国境都市のフランシスタウンをシャシェ川が流れ、ボツワナ、ジンバブエと南アフリカ共和国の国境でリンポポ川と合流している。

## 注脚
1. ↑  ツリ地区
2. ↑  ボツワナについて